# Sandya Eknelygoda
Sandya Eknaligoda es una activista por los derechos humanos nacida en Sri Lanka. Es la esposa del periodista Prageeth Eknaligoda, quien fue reportado desaparecido en enero de 2010, en extrañas circunstancias. Obtuvo el Premio Internacional a las Mujeres de Coraje en 2017, y su activismo se ha basado en promover campañas para brindar exposición a los miles de personas que han desaparecido en Sri Lanka en los últimos años.
Su esposo le había manifestado que estaba en una lista negra y que recibió amenazas advirtiéndole que dejara de escribir. Prageeth se encontraba investigando casos de corrupción cuando fue secuestrado en 2009, siendo liberado poco tiempo después. Sandya encaminó sus esfuerzos cuando, en enero de 2010, su esposo desapareció nuevamente, esta vez sin dejar rastro. Prageeth adelantaba investigaciones sobre el presunto uso de armas químicas contra civiles por el ejército de Sri Lanka en la lucha contra los rebeldes tamiles.